# Ni pobre ni rico, sino todo lo contrario
Ni pobre ni rico, sino todo lo contrario es una obra de teatro, en tres actos, escrita en 1937 por Miguel Mihura y Antonio Lara Tono y estrenada el 17 de diciembre de 1943 en el Teatro María Guerrero de Madrid.

## Argumento
Abelardo es un millonario está dispuesto a perder toda su fortuna para hacerse con la atención de su amada Margarita, una joven de clase media que le ha puesto tal condición para acceder a sus pretensiones. Cuando finalmente se convierte en mendigo, se da cuenta de que es rechazado de nuevo por demasiado pobre. Pero, emprendedor como es, organiza a los mendigos en la Pobre Trust Company y finalmente recupera sus millones, para terminar renunciando a todo en aras de la libertad.

## Representaciones destacadas
- Teatro (1943, Estreno).
  - Dirección: Luis Escobar.
  - Intérpretes: Mercedes Collado, Tota Alba, Conchita Tapia, Mercedes Albert, Lola Bremón, Mercedes Manera, Guillermo Marín, José Luis Ozores, José Álvarez, Gabriel Miranda, Sergio Santos, Emilio Barrera, Enrique Raymat, Juan Macías, Sebastián Bustos, Ramón Navarro, Francisco Arenzana, César Guzmán, Manuel Vélez, Agustín Silva, y José Luis Ibáñez.
- Cine (1944).
  - Dirección: Ignacio F. Iquino.
  - Intérpretes: Rafael López Somoza, Mary Santpere, Fernando Sancho.
- Televisión (8 de marzo de 1962, en el espacio de TVE, Gran Teatro).
  - Intérpretes: José Bódalo, Margarita Calahorra, José Vivó, Mabel Karr, Joaquín Dicenta, Alfredo Landa, Manuel Torremocha, Mari Paz Ballesteros.
- Televisión (2 de mayo de 1969, en el espacio de TVE, La risa española).
  - Dirección: Domingo Almendros.
  - Intérpretes: Valeriano Andrés, Rosa Fontana, Asunción Villamil, Serafín García Vázquez.
- Teatro (Teatro Maravillas de Madrid, 1986).
  - Dirección: José Osuna.
  - Decorados: Antonio Mingote.
  - Intérpretes: Manuel Galiana, Julia Trujillo, Silvia Marsó, Rafael Castejón, José María Escuer, Félix Navarro, Francisco Racionero, Elisenda Ribas.